# Една Пайсано
Една Лі Пайсано (1 січня 1948 — 3 вересня 2014) — американська демограф і статистик Нез Персе та Лагуни Пуебло.. Вона працювала над покращенням представництва корінних громад у переписі населення США. Една виступала за використання статистики та комп'ютерного програмування для точного відображення демографії Сполучених Штатів, стверджуючи, що без точного підрахунку населення меншин вони не отримають пропорційних ресурсів. Пайсано застосувала це на практиці як перший штатний працівник корінних американців Бюро перепису населення США. Їй приписують істотне підвищення точності категорії перепису корінних жителів американських індіанців та Аляски між переписом 1980 року та переписом 1990 року.

## Життя та кар'єра
Пайсано народилася в заповіднику Нез Персе в місті Світвотер, штат Айдахо, 1 січня 1948 року. Її мати брала активну участь у освітянських заходах щодо заповідника, і коли Една Пайсано була дитиною, за цю роботу її мати була нагороджена Меморіальною нагородою Лева Реано від Національної освітньої асоціації. Пайсано відвідувала школу в Лапваї, штат Айдахо, а потім провела два роки в коледжі Бойсе. Через два роки вона перейшла до університету Вашингтона, де отримала ступінь бакалавра в 1971 р. Потім вона здобула ступінь магістра соціальної роботи в Університеті Вашингтона, а в рамках дипломної роботи вивчала статистику.
Під час перебування у Вашингтонському університеті вона працювала в рамках успішних зусиль щодо створення культурного центру американських індіанців у Форт-Лоутоні. Уряд США не повернув Форт-Лоутон конінним мешканцям і в 1976 році Пайсано була ненадовго ув'язнена як активістка, яка намагалася забезпечити повернення цієї землі індіанцям.
У 1980 році Пайсано була найнята Бюро перепису населення США, ставши першою представницею корінних народів, яка працювала там повний робочий день. Зокрема, вона працювала над питаннями, пов'язаними з категорією перепису американських індіанців та корінних жителів Аляски. Там Пайсано виявила, що під час перепису населення Сполучених Штатів корінні американські громади різко недооцінюються. Як наслідок — вони отримували непропорційно мало державних ресурсів та послуг. Прибувши до бюро перепису, вона написала проєкт, усвідомлюючи, «як важливо для американських індіанців знати демографію, комп'ютерне програмування та статистику: по-перше, тому що в цих областях дуже мало американських індіанців; по-друге, тому, що уряд завжди повільний в оцінц проблем».
У своїй роботі в Бюро перепису населення Пайсано визначила систематичний недолік регіонів, де була дуже велика частка корінних американців. Вона намагалася виправити дисбаланс, використовуючи навчання статистиці та комп'ютерному програмуванню, в поєднанні з великою інформаційною кампанією, спрямованою на збільшення кількості корінних американців, які провели перепис. Зокрема, вона розробила опитувальник для оцінки кількості корінних американців, яких, можливо, не було підраховано під час перепису 1980 року, і вона використала навчання статистики, щоб запропонувати вдосконалення способу перепису населення США, яку намагалися підрахувати корінні громади. Її зусилля приписуються тому, що вона стала каталізатором значно точнішого підрахунку корінних американців під час перепису населення США, що призвело до збільшення на 38 % кількості людей, підрахованих в категорії американських індіанців та корінних жителів Аляски під час перепису населення 1990 р. порівняно з переписом 1980 року.
На додаток до своєї роботи з відділом статистики раси у Відділі народонаселення Бюро перепису населення, Пайсано також брала участь у Міжвідомчій робочій групі з питань індіанських жінок. Після 20 років роботи в бюро перепису населення Пайсано влаштувався на роботу до Агентства з охорони довкілля. Через рік вона стала головним статистиком Індійської служби охорони здоров'я в Департаменті охорони здоров'я та соціальних служб.
Пайсано звільнилася з федерального уряду в 2011 році, померла 3 вересня 2014 року в Льюїстоні, штат Айдахо.

## Вибрані нагороди
- Нагорода бронзовою медаллю вищої федеральної служби, Міністерство торгівлі США, 1987 р.[1]
- Срібна медаль Міністерства торгівлі, 1994 р.
- Премія видатного випускника, Університет Вашингтона, 2003[7]

## Вибрані твори
- We the First Americans, US Census Bureau report, 1987[1]
- We the American-Pacific Islanders, US Census Bureau report, 1993[1]
- We the American-Asians, US Census Bureau report, 1993[1]